# Arhopala kounga
Arhopala kounga är en fjärilsart som beskrevs av Bethune-Baker 1896. Arhopala kounga ingår i släktet Arhopala och familjen juvelvingar. Inga underarter finns listade i Catalogue of Life.